# Černelavci
Černelavci (mađarski: Kisszombat) je naselje u slovenskoj Općini Murska Sobota. Černelavci se nalazi u pokrajini Prekomurju i statističkoj regiji Pomurju. U mjestu je bio rođen pisac Juri Cipot.

## Stanovništvo
Prema popisu stanovništva iz 2002. godine naselje je imalo 1.741 stanovnika.